# ジングルベルがとまらない
- ラブライブ! > ラブライブ!サンシャイン!! > Aqours > ジングルベルがとまらない

「ジングルベルがとまらない」は、Aqoursのシングル。
2016年11月23日にLantisから発売された。

## 概要
Aqoursのスマートフォン向けアプリケーションゲーム「ラブライブ! スクールアイドルフェスティバル」とのコラボシングル。
初回生産分には、Aqoursメンバーのクリスマスメンバーカード(全9種よりランダムで1枚)が封入されるほか、発売を記念したミニライブ（豊洲PITで開催）の応募シリアルナンバーが封入されている。法人特典としてジャケットイラストを使用した特典が付属する（店舗により特典が異なる）。
AqoursシングルのテレビCMとして初めて、キャストが出演する実写CMが使用された。
キャッチコピーは、「Aqoursのシャンシャン♪ Christmas♪」。

## チャート成績
11月22日付のオリコンデイリーランキングでは1.5万枚を売り上げて3位にランクイン。翌日の11月23日付では1.2万枚を売り上げて2位にランクインした。その後も6日連続で3位以内を守り抜き、12月5日付のオリコン週間ランキングでは4.4万枚を売上げ3位にランクインした。また、アニメ週間チャートにおいては7作連続となる1位を獲得した。
発売からの集計期間はわずか3週間であったものの、年間ランキングには100位にランクインした。
ビルボードにおいてもHot Animationにおいて2作連続で1位を獲得した。

## 収録曲
収録内容におけるボーカル曲は太字、ボイスドラマパートは▲印で表記する。
- CD[78:38]
  - 全作詞：畑亜貴

1. ジングルベルがとまらない[4:48]
  - 作曲：光増ハジメ、編曲：EFFY
  - 『ラブライブ！スクールアイドルフェスティバル』オリジナル楽曲
2. 聖なる日の祈り[4:37]
  - 作曲：田中俊亮、編曲：田中俊亮、伊藤賢
  - 『ラブライブ！スクールアイドルフェスティバル』オリジナル楽曲
3. ジングルベルがとまらない（Off Vocal）[4:48]
4. 包丁人ルビィ▲ [12:11]
5. 仁義なきデコ▲ [18:48]
6. 戦場なメリークリスマス▲[14:46]
7. ほんとのクリスマスパーティー▲[18:37]

- デジタル配信版
  - 上記に加え、聖なる日の祈り（Off Vocal）を新たに収録。